# ناقلة الغليكوزيل
ناقلة الغليكوزيل (ملاحظة 1) هو إنزيم من الإنزيمات الناقلة المسؤولة عن تشكيل الرابطة الغليكوسيدية؛ فهو يحفّز انتقال جزء السكاريد من السكر النكليوتيدي المنشط إلى جزيء مستقبل للغليكوزيل وفق مبدأ المانح والمستقبل.
يحدث هذا التفاعل عادة أثناء تعديل ما بعد الترجمة أثناء الاصطناع الحيوي للبروتين السكّرية إما عند الغلكزة (إضافة الغليكوزيل) في الشبكة الإندوبلازمية؛ أو الغلكزة (إضافة الغليكوزيل) في جهاز غولجي.